# Église Saint-Oradour de Lupersat
L'église Saint-Oradour est une église catholique située à Lupersat, en France.

## Localisation
L'église est située dans le département français de la Creuse, sur la commune de Lupersat.

## Historique
L'édifice est classé au titre des monuments historiques en 1974.